# کریس موچری
کریس موچری (انگلیسی: Chris Mochrie؛ زادهٔ ۷ آوریل ۲۰۰۳) بازیکن فوتبال اهل بریتانیا است.
از باشگاه‌هایی که در آن بازی کرده است می‌توان به باشگاه فوتبال داندی یونایتد اشاره کرد.